# بریگیته بیرلاین
بریگیته بیرلاین (به آلمانی: Brigitte Bierlein) (زادهٔ ۲۵ ژوئن ۱۹۴۹ – درگذشتهٔ ۳ ژوئن ۲۰۲۴) وکیل و صدراعظم سابق اتریش بود. وی از سوی رئیس‌جمهور الکساندر فان در بلن به این سمت منصوب شد و تا ۷ ژانویه ۲۰۲۰، صدراعظم این کشور بود.بیرلاین نخستین زن اتریشی است، که به این سمت دست یافته‌است.

## زندگی
بریگیته بیرلاین در ۲۵ ژوئنِ ۱۹۴۹ در وین به دنیا آمد. پدرش کارمند دولت بود. مادرش هنرمند آموزش دیده و خانه‌دار بود. او در دبیرستان کوندمانگاسه تحصیل کرد، و در سال ۱۹۶۷ فارغ‌التحصیل شد.

## سابقهٔ قضایی
در ابتدا بیرلاین تمایل داشت به تحصیل هنر یا معماری بپردازد. آنچنانکه نزدیک بود در دانشگاه هنرهای کاربردی ثبت نام کند. اما در نهایت تصمیم گرفت به تحصیل حقوق بپردازد و بخشی از انتخاب رشته تحصیلی اش گرفتن مشاوره از مادرش بود و بخشی به این دلیل بود که نمی‌خواست بیش از حد لازم. بار مالی بیشتری بر روی والدینش داشته باشد. بیرلاین در دانشگاه وین ثبت نام کرد و در سال ۱۹۷۱ موفق به کسب درجه دکترای حقوق شد.